# Stefana Veljković
Stefana Veljković (serbisch-kyrillisch Стефана Вељковић; * 9. Januar 1990 in Svetozarevo, Jugoslawien) ist eine serbische Volleyballspielerin.

## Karriere
Stefana Veljković spielte von 2007 bis 2021 in der serbischen Nationalmannschaft auf der Mittelblockposition. Sie nahm dreimal an Olympischen Spielen teil, erreichte 2008 in Peking Platz fünf, 2012 in London Platz elf und gewann 2016 in Rio de Janeiro die Silbermedaille. Außerdem gewann Veljković 2010 die Europaliga, wurde 2015 Zweite im Weltpokal, wurde 2018 2018 Weltmeisterin sowie 2017 und 2019 Europameisterin. Veljković spielte bei folgenden Vereinen: OK Jagodina, Poštar 064 Belgrad (mehrfache serbische Meisterin und Pokalsiegerin), OK Roter Stern Belgrad (serbische Meisterin und Pokalsiegerin sowie Zweite im CEV-Pokal), Asystel Volley Novara, MC-Carnaghi Villa Cortese und Galatasaray Istanbul. Von 2014 bis 2018 war sie bei Chemik Police aktiv und gewann hier mehrfach die polnische Meisterschaft und den polnischen Pokal. Seitdem spielt sie wieder in Italien bei AGIL Volley Novara, wo sie 2019 den nationalen Pokal und die europäische Champions League gewann.
Veljković wurde beim Final Four des CEV-Pokals 2010 als „Beste Aufschlägerin“ und bei der Europameisterschaft 2017 als „Beste Mittelblockerin“ ausgezeichnet.